# Kosgrambo
Kosgrambo (en rus: Косграмбо) és un poble (un possiólok) del krai de Khabàrovsk, a Rússia, que el 2012 tenia 7 habitants. Pertany al districte rural de Vàninski.